# Brazília a 2022. évi téli olimpiai játékokon
Brazília a kínai Pekingben megrendezett 2022. évi téli olimpiai játékok egyik részt vevő nemzete volt. Az országot az olimpián 5 sportágban 10 sportoló képviselte, akik érmet nem szereztek.

## Alpesisí
Férfi
| Versenyző     | Versenyszám      | 1. futam   | 1. futam   | 2. futam      | 2. futam      | Összesítés    | Összesítés    |
| Versenyző     | Versenyszám      | Idő        | Hely.      | Idő           | Hely.         | Idő           | Helyezés      |
| ------------- | ---------------- | ---------- | ---------- | ------------- | ------------- | ------------- | ------------- |
| Michel Macedo | Óriás-műlesiklás | nem indult | nem indult | kiesett       | kiesett       | kiesett       | kiesett       |
| Michel Macedo | Műlesiklás       | 59,88      | 37.        | nem ért célba | nem ért célba | nem ért célba | nem ért célba |

## Bob
Férfi
| Versenyző                                                                          | Versenyszám | 1. futam | 1. futam | 2. futam | 2. futam | 3. futam | 3. futam | 4. futam | 4. futam | Összesítés | Összesítés |
| Versenyző                                                                          | Versenyszám | Idő      | Hely.    | Idő      | Hely.    | Idő      | Hely.    | Idő      | Hely.    | Idő        | Helyezés   |
| ---------------------------------------------------------------------------------- | ----------- | -------- | -------- | -------- | -------- | -------- | -------- | -------- | -------- | ---------- | ---------- |
| Edson Bindilatti* Edson Martins                                                    | Kettes      | 1:01,11  | 29.      | 1:01,36  | 29.      | 1:01,34  | 29.      | kiesett  | kiesett  | 3:03,81    | 29.        |
| Edson Bindilatti* Erick Gilson Vianna Jeronimo Edson Martins Rafael Souza da Silva | Négyes      | 59,49    | 20.      | 59,60    | 16.      | 59,78    | 23.      | 59,61    | 16.      | 3:58,48    | 20.        |

## Síakrobatika
Mogul
| Versenyző    | Versenyszám | Selejtező | Selejtező | Selejtező | Selejtező | Selejtező | Selejtező | Selejtező | Selejtező | Döntő    | Döntő    | Döntő    | Döntő    | Döntő    | Döntő    | Döntő    | Döntő    | Döntő    | Döntő    | Döntő    | Helyezés |
| Versenyző    | Versenyszám | 1. futam  | 1. futam  | 1. futam  | 1. futam  | 2. futam  | 2. futam  | 2. futam  | 2. futam  | 1. futam | 1. futam | 1. futam | 1. futam | 2. futam | 2. futam | 2. futam | 2. futam | 3. futam | 3. futam | 3. futam | Helyezés |
| Versenyző    | Versenyszám | Idő       | Pont      | Össz.     | Hely.     | Idő       | Pont      | Össz.     | Hely.     | Idő      | Pont     | Össz.    | Hely.    | Idő      | Pont     | Össz.    | Hely.    | Idő      | Pont     | Össz.    | Helyezés |
| ------------ | ----------- | --------- | --------- | --------- | --------- | --------- | --------- | --------- | --------- | -------- | -------- | -------- | -------- | -------- | -------- | -------- | -------- | -------- | -------- | -------- | -------- |
| Sabrina Cass | Női         | 32,13     | 50,41     | 62,20     | 21.       | 31,25     | 49,34     | 62,12     | 16.       | kiesett  | kiesett  | kiesett  | kiesett  | kiesett  | kiesett  | kiesett  | kiesett  | kiesett  | kiesett  | kiesett  | 26.      |

## Sífutás
Távolsági
Férfi
| Versenyző   | Versenyszám | Klasszikus | Klasszikus | Szabad     | Szabad     | Összesen   | Összesen |
| Versenyző   | Versenyszám | Idő        | Hely.      | Idő        | Hely.      | Idő        | Helyezés |
| ----------- | ----------- | ---------- | ---------- | ---------- | ---------- | ---------- | -------- |
| Manex Silva | 15 km       |            |            |            |            | 50:35,1    | 90.      |
| Manex Silva | 30 km       | lekörözték | lekörözték | lekörözték | lekörözték | lekörözték | 67.      |
| Manex Silva | 50 km       |            |            |            |            | 1:33:11,8  | 58.      |

Női
| Versenyző        | Versenyszám | Eredmény | Helyezés |
| ---------------- | ----------- | -------- | -------- |
| Jaqueline Mourão | 10 km       | 36:14,6  | 82.      |
| Eduarda Ribera   | 10 km       | 38:58,7  | 90.      |

Sprint
| Versenyző                       | Versenyszám         | Selejtező | Selejtező | Negyeddöntő | Negyeddöntő | Elődöntő   | Elődöntő | Döntő   | Helyezés |
| Versenyző                       | Versenyszám         | Idő       | Hely.     | Idő         | Hely.       | Idő        | Hely.    | Idő     | Helyezés |
| ------------------------------- | ------------------- | --------- | --------- | ----------- | ----------- | ---------- | -------- | ------- | -------- |
| Manex Silva                     | Férfi egyéni sprint | 3:08,64   | 71.       | kiesett     | kiesett     | kiesett    | kiesett  | kiesett | 71.      |
| Jaqueline Mourão                | Női egyéni sprint   | 4:05,60   | 84.       | kiesett     | kiesett     | kiesett    | kiesett  | kiesett | 84.      |
| Eduarda Ribera                  | Női egyéni sprint   | 4:14,53   | 88.       | kiesett     | kiesett     | kiesett    | kiesett  | kiesett | 88.      |
| Jaqueline Mourão Eduarda Ribera | Női csapatsprint    |           |           |             |             | lekörözték | 12.      | kiesett | 23.      |

## Szkeleton
| Versenyző       | Versenyszám | 1. futam | 1. futam | 2. futam | 2. futam | 3. futam | 3. futam | 4. futam | 4. futam | Összesítés | Összesítés |
| Versenyző       | Versenyszám | Idő      | Hely.    | Idő      | Hely.    | Idő      | Hely.    | Idő      | Hely.    | Idő        | Helyezés   |
| --------------- | ----------- | -------- | -------- | -------- | -------- | -------- | -------- | -------- | -------- | ---------- | ---------- |
| Nicole Silveira | Női         | 1:02,58  | 12.      | 1:02,95  | 13.      | 1:02,55  | 17.      | 1:02,40  | 13.      | 4:10,48    | 13.        |